# Botones

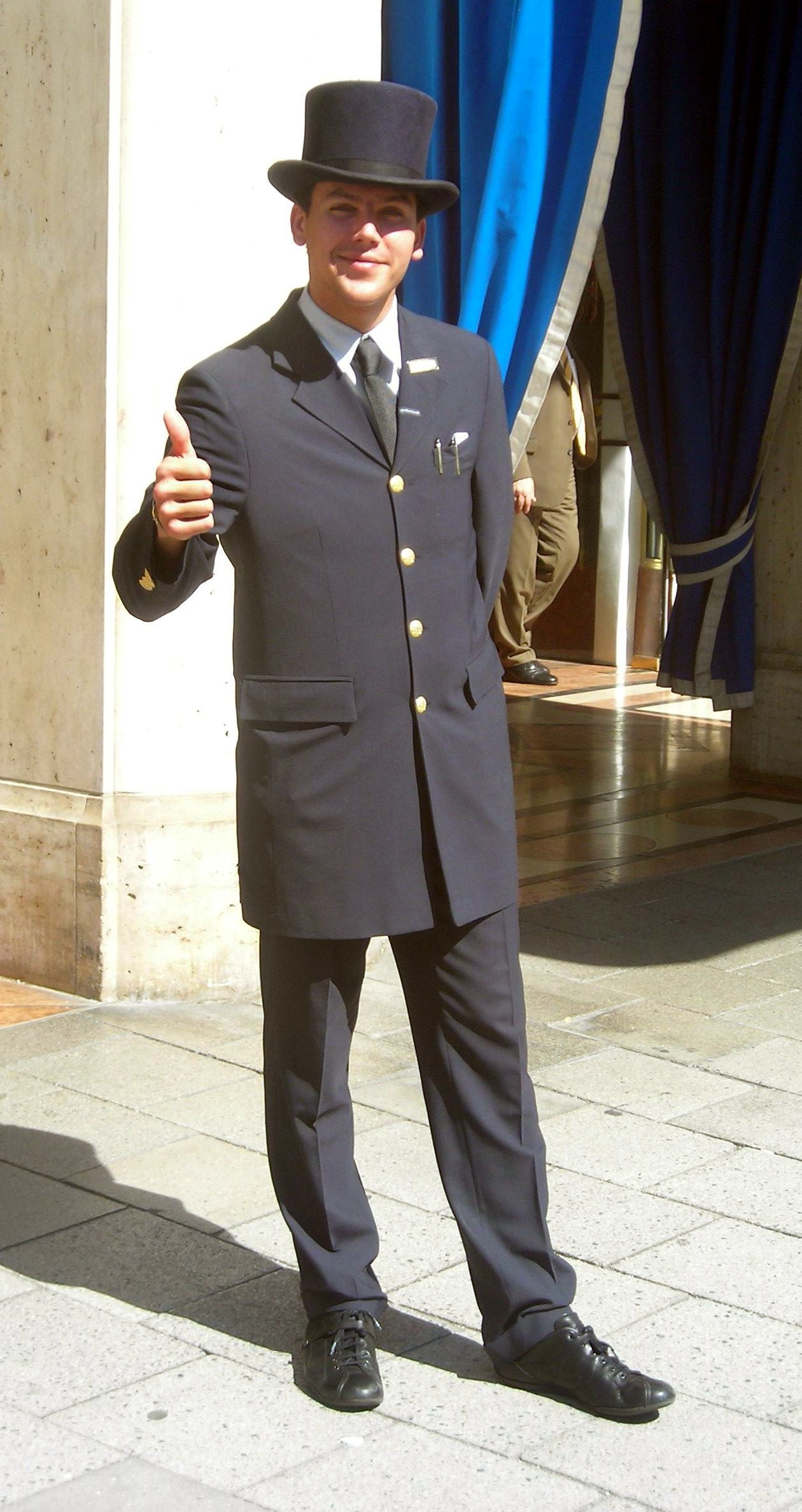
Botones en un hotel.

El botones, fajín o mozo de equipaje es, en hotelería, la persona encargada de transportar el equipaje desde el vehículo del cliente del hotel, hasta la habitación de este y viceversa. Es un empleo similar al de auxiliar de servicios.
Los botones también pueden realizar otras tareas, como abrir la puerta principal del hotel, dar direcciones o acomodar otro tipo de utensilios como sillas de ruedas o miniescúteres. Su presencia suele ser más común en hoteles superiores a 3 estrellas. En muchos países es costumbre dar propina a un botones después de que este haya transportado el equipaje.